# Fredo Ritscher
Fredo Emil Ritscher (* 18. Juli 1903 in Gersdorf; † 9. Oktober 1974) war ein deutscher Politiker (KPD/SED), Redakteur sowie Chef der Grenz- und Bereitschaftspolizei im Land Brandenburg.

## Leben
Ritscher entstammte einer Arbeiterfamilie. Er besuchte von 1914 bis 1918 die gehobenen Klassen der Volksschule und begann eine Lehre als Ankerwickler. Wegen der Beteiligung an einem Streik wurde er 1920 ohne Berufsabschluss entlassen. Ritscher arbeitete anschließend bis 1926 als Härtereiarbeiter und Automatenarbeiter in Chemnitz. 1919 trat er der Kommunistischen Partei Deutschlands (KPD) bei und übernahm eine leitende Funktion im Kommunistischen Jugendverband Deutschlands (KJVD). Er war Unterbezirks- und Bezirksleiter des KJVD im Bezirk Chemnitz-Erzgebirge-Vogtland und wurde in die Unterbezirksleitung, dann in die Bezirksleitung der KPD Chemnitz gewählt. 
Ritscher gehörte zu den Gründungsmitgliedern des Roten Frontkämpferbundes (RFB) und der Roten Jungfront. Von 1925 bis 1926 war er Gauleiter der Roten Jungfront und Mitglied der Gauleitung des RFB im Bezirk Chemnitz-Erzgebirge-Vogtland. Ab 1926 war Ritscher hauptamtlich für die Parteipresse tätig, zunächst bis 1929 in der Inseratenexpedition, dann als Redaktionsvolontär und Bildreporter und schließlich als Redakteur der KPD-Zeitungen Der Kämpfer (1931) und Das Echo (1932/33) in Chemnitz. 
Nach der „Machtergreifung“ der Nationalsozialisten beteiligte sich Ritscher am kommunistischen Widerstand. Am 13. März 1933 wurde Ritscher verhaftet und später zu zwei Jahren Zuchthaus verurteilt. Bis 1935 war er im Gefängnis Bautzen inhaftiert. Nach Verbüßung der Haftstrafe wurde Ritscher nicht entlassen, sondern in verschiedene KZ verschleppt. Von 1935 bis 1937 war er in den KZ Sachsenburg und Sachsenhausen und dann bis 1939 im KZ Buchenwald inhaftiert. 1939 wurde er amnestiert. Er kehrte nach Chemnitz zurück und schlug sich mit Gelegenheitsarbeiten durch. Am 28. Juni 1944 wurde er ins Strafbataillon 999 gepresst. Ritscher geriet am 2. Mai 1945 in US-amerikanische Kriegsgefangenschaft, wurde jedoch bereits am 21. Mai 1945 entlassen und konnte nach Chemnitz zurückkehren. 
In Chemnitz wurde Ritscher sofort als Direktor der Stadtpolizei und Sonderbeauftragter der Entnazifizierungskommission eingesetzt. Von November 1945 bis 1948 war er Polizeipräsident der Stadt Chemnitz (Nachfolger von Ernst Wabra), anschließend bis 1949 Chef der Grenz- und Bereitschaftspolizei des Landes Brandenburg. 1946 wurde Ritscher Mitglied der SED.
1949 ging Ritscher als Bildredakteur zur Zeit im Bild. 1950/51 war er Abteilungsleiter im Sachsenverlag und von 1952 bis 1954 Verlagsleiter des Vordruckleitverlag Freiberg. Von 1954 bis 1959 wirkte er als Technischer Leiter des Kommissions- und Großbuchhandels in Leipzig und arbeitete dann bis 1962 im Auftrag der SED als Handelsbevollmächtigter in der Firma Tränkner & Würker in Leipzig. Von 1962 bis 1966 fungierte er als Hauptdispatcher im Wirtschaftsrat des Bezirkes Leipzig. Aus gesundheitlichen Gründen wurde er von dieser Funktion entbunden und übernahm die Leitung des Archives im Wirtschaftsrat, die er bis zu seinem Tode 1974 innehatte.

## Auszeichnungen
- Vaterländischer Verdienstorden in Bronze (1963)